# Jeroni Viader
Jeroni Viader (actiu entre els segles xvi i xvii) fou un prevere catòlic català.
Entre 1613 i 1617 fou rector del Seminari Conciliar de Barcelona. Durant el seu mandat es va redactar el primer reglament del Seminari, el mes de gener de 1614, signat pel llavors bisbe Lluís de Sanç i Còdol, segons consta en una acta signada pel notari Pere Carbonell, amb l'assistència del mateix Viader i alguns alumnes del Seminari.